# 2939 Coconino
2939 Coconino este un asteroid din centura principală, descoperit pe 21 februarie 1982, de Edward Bowell.